# William Perry
William James Perry (ur. 11 października 1927 w Vandergrift w stanie Pensylwania) – amerykański polityk z Partii Demokratycznej, od 3 lutego 1994 do 23 stycznia 1997 sekretarz obrony USA w administracji Billa Clintona.
W 2006 Perry był członkiem Irackiej Grupy Studyjnej, powołanej do przebadania amerykańskiego zaangażowania w Iraku.

## Odznaczenia
- Prezydencki Medal Wolności (USA) – 1997
- Krzyż Wielki Orderu Zasługi Rzeczypospolitej Polskiej (1996)[1].
- Kawaler Komandor Orderu Imperium Brytyjskiego (KBE) – 1998
- Wielki Order Króla Dymitra Zwonimira (Chorwacja) – 1998
- Krzyż Wielkiego Oficera Orderu Zasługi (Rumunia) – 2000[2]
- Wielka Wstęga Orderu Wschodzącego Słońca (Japonia) – 2002
- Order Narodowy Zasługi (Francja)